# Сен-Матюрен-де-Ларшан
Базилика Сен-Матюрен в Ларшане (фр. La basilique Saint-Mathurin de Larchant) — католическая церковь, расположенная в Ларшане (департамент Сена и Марна, Иль-де-Франс) во Франции. Церковь обычно называют базиликой, но статус базилики не обозначен Ватиканом. В 1846 году здание признано историческим памятником Франции.

## История

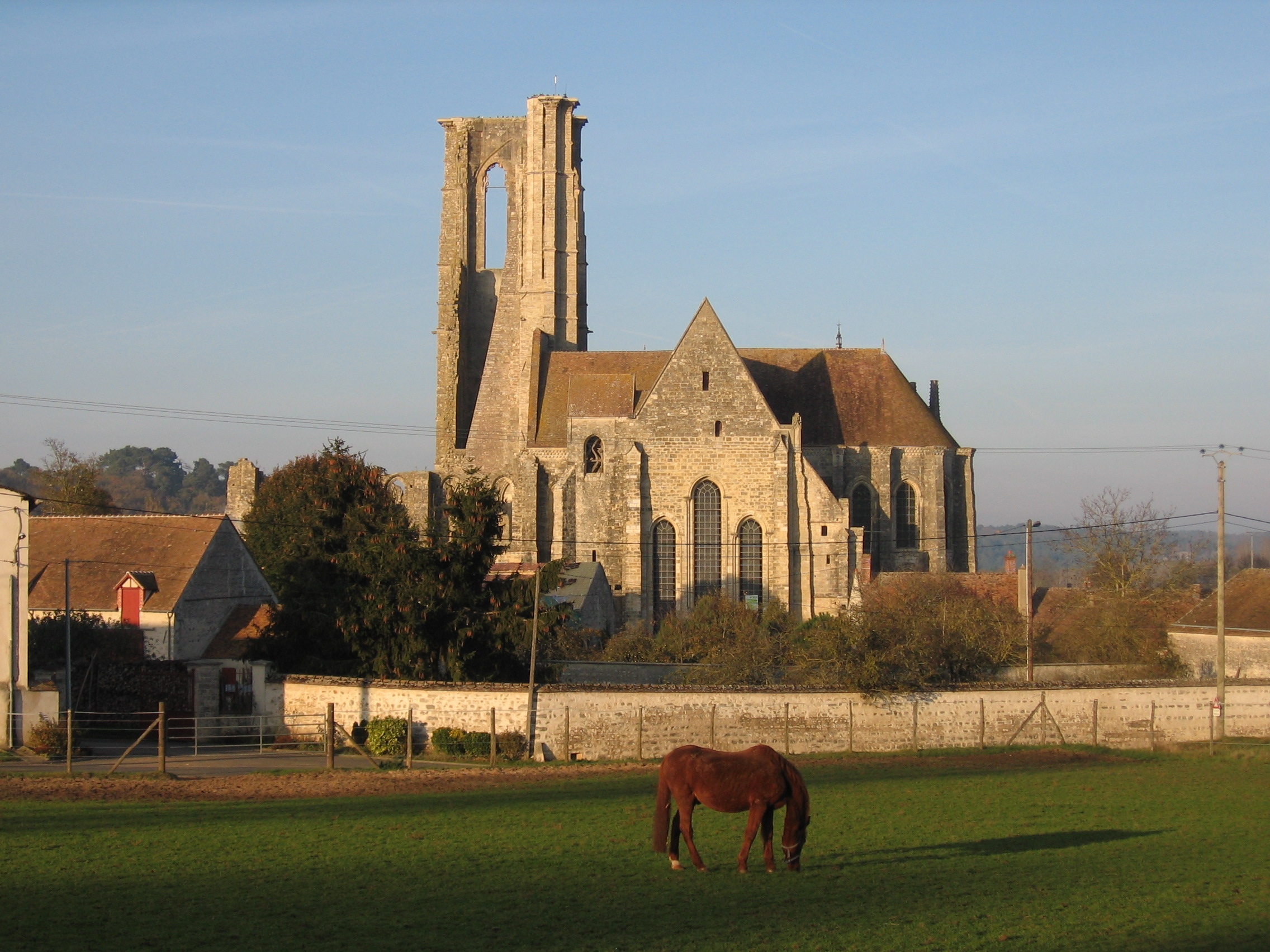
Общий вид церкви. Южный фасад

Церковь посвящена святому Матурину (Saint-Mathurin), который, согласно легенде, родился в Ларшане в конце III века. В рукописи X века рассказывается легендарная история его жизни, которая повторяется на протяжении всего Средневековья: Матурина обучал епископ Поликарп. Он был рукоположён в священники в двадцатилетнем возрасте. Рим тогда поразили разные беды и дочь императора Максимиана мучил демон, который сам начал просить, чтобы из Галлии привели слугу Христа по имени Матурин, чтобы прогнать его.
По прибытии в Рим Матурин исцелил пришедших ему навстречу больных и спас дочь императора Феодору. Он пробыл в Риме три года, сотворив множество чудес, и умер там в ноябрьские календы (1 ноября). По его завещанию император приказал доставить тело Матурина (Матюрена) обратно в Ларшан. У его захоронения произошло много чудес, которые послужили началом паломничества.
Судьба Ларшана и его церкви до Французской революции 1789 года была связана с капитулом каноников Нотр-Дам де Пари. Став сеньором Ларшана, капитул сыграл там жизненно важную роль, особенно в отношении церкви, места важного паломничества к могиле святого Матюрена.

## Архитектура
Церковь является одной из жемчужин готической архитектуры Иль-де-Франс. Строительство продолжалось более трёх столетий, с конца XII по начало XVI века. Размеры здания впечатляют: общая внутренняя длина (включая разрушенный неф): 57 м, длина трансепта: 29 м, высота сводов: 18 м, высота башни: 50 м. Вход осуществляется через боковые двери трансепта. Хор состоит из одного пролёта, являющегося продолжением полукруглой апсиды. Интерьер освещается двумя рядами высоких широких окон, обрамлёнными лепными архивольтами.
Снаружи апсида имеет контрфорсы, которые придают устойчивость всему зданию и позволяют реализовать так называемую технику «тонких стен» (mur mince), придающую изысканность пространству интерьера. Архитектура церкви была изменена в XV веке, когда с обеих сторон были пристроены капелла Девы Марии и сакристия. Многоугольная в плане капелла Девы Марии имеет высокие окна, украшенные фронтонами, на которых когда-то стояли статуи. Наличие украшенных башен и гaргулий характерно для стиля зрелой готики. Церковь претерпела многие разрушения.
Колокольню было решено построить в начале XIII века, но её строительство было завершено только в XV веке. Первый этаж башни представляет собой открытый с трёх сторон портал. Над ним возвышаются три этажа башни. Два северных и восточный фасада целы, западный разрушен, южный полностью обрушился. В центре северного входа расположен портал Страшного суда, схожий с порталами Собора Парижской Богоматери.

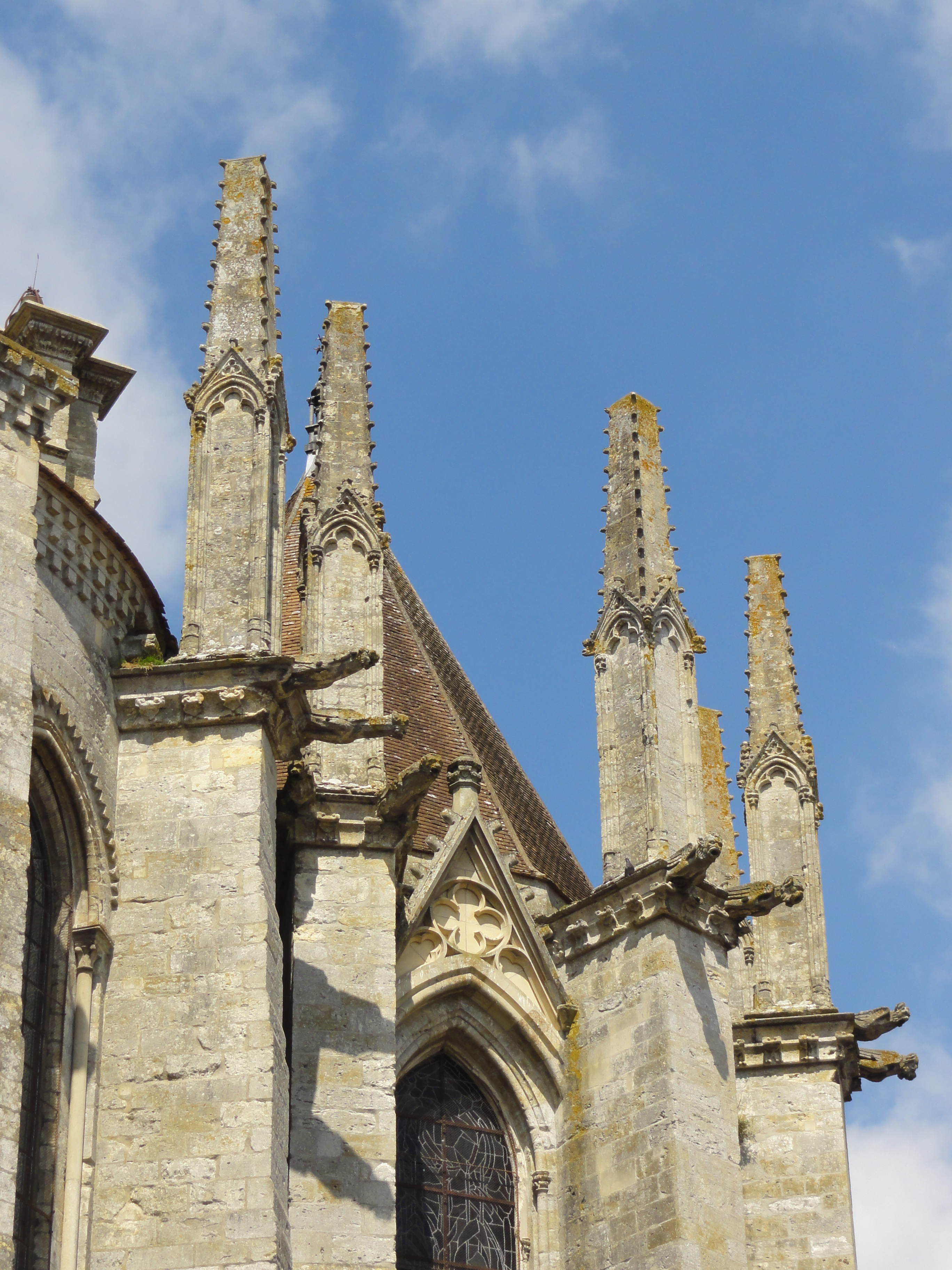
Контрфорсы, гаргульи и пинакли
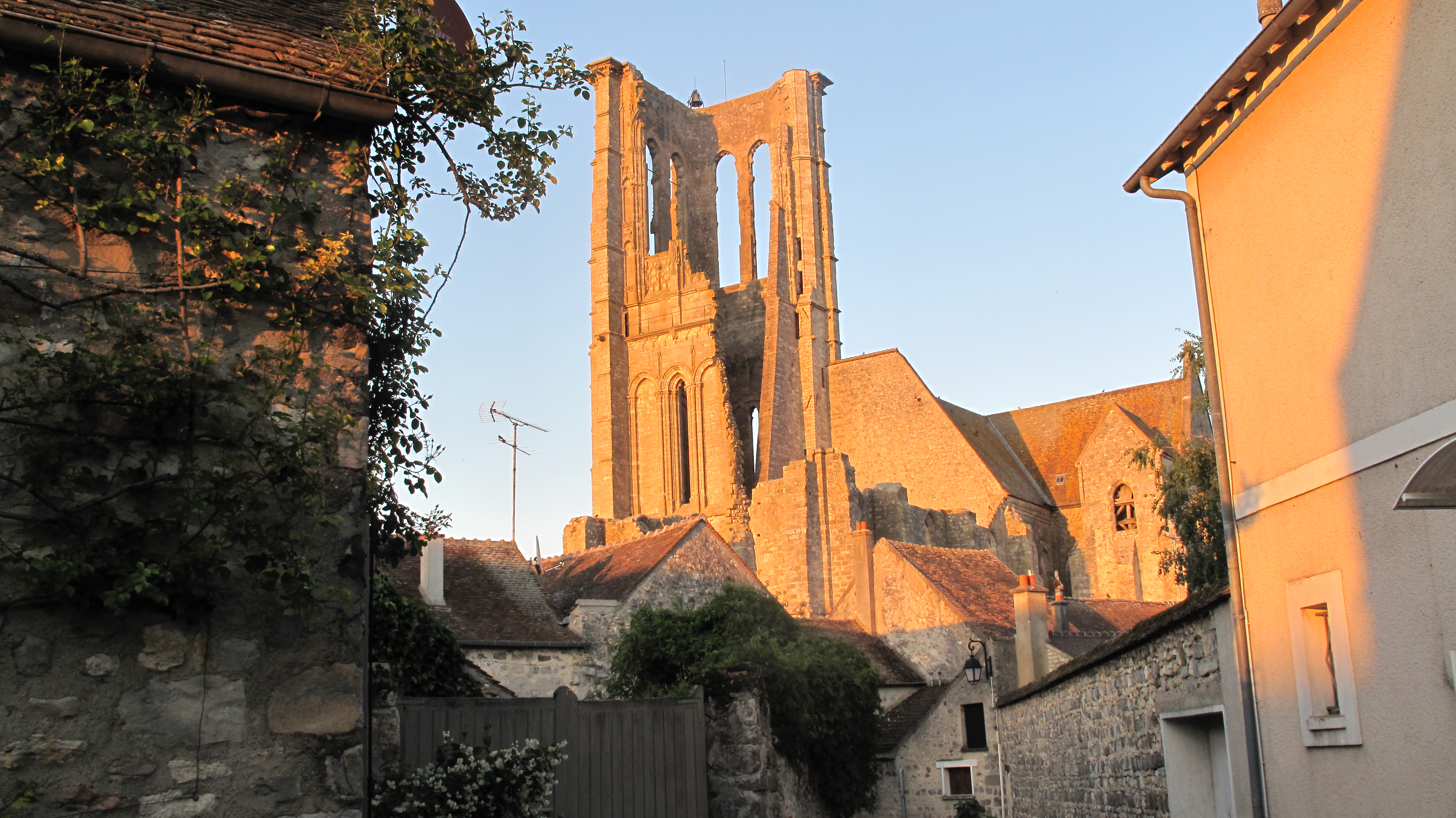
Остатки колокольни
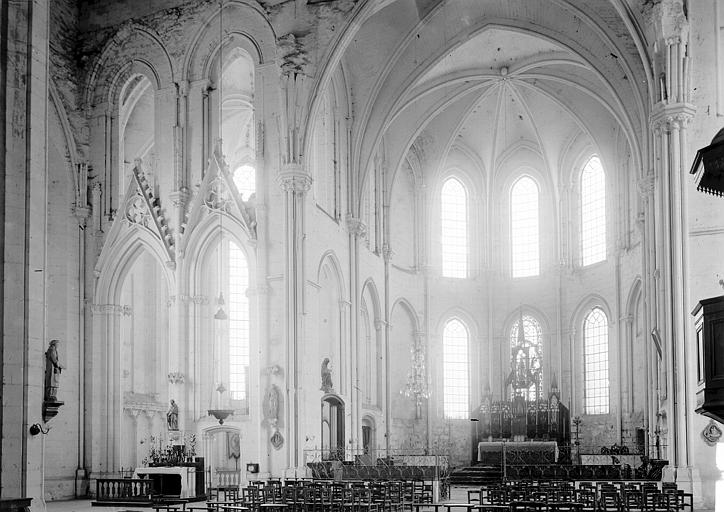
Интерьер церкви. Архивная фотография
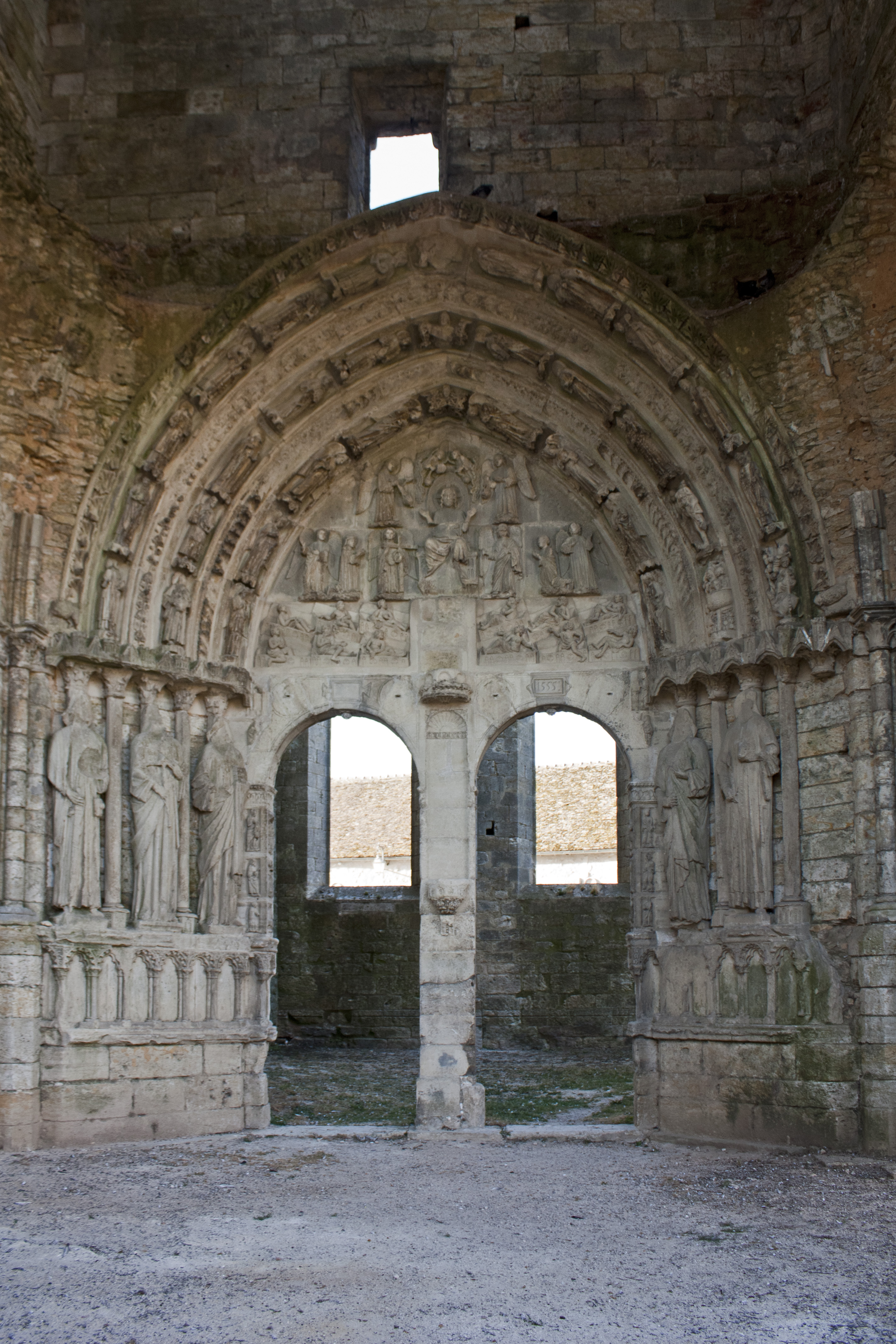
Портал северного входа
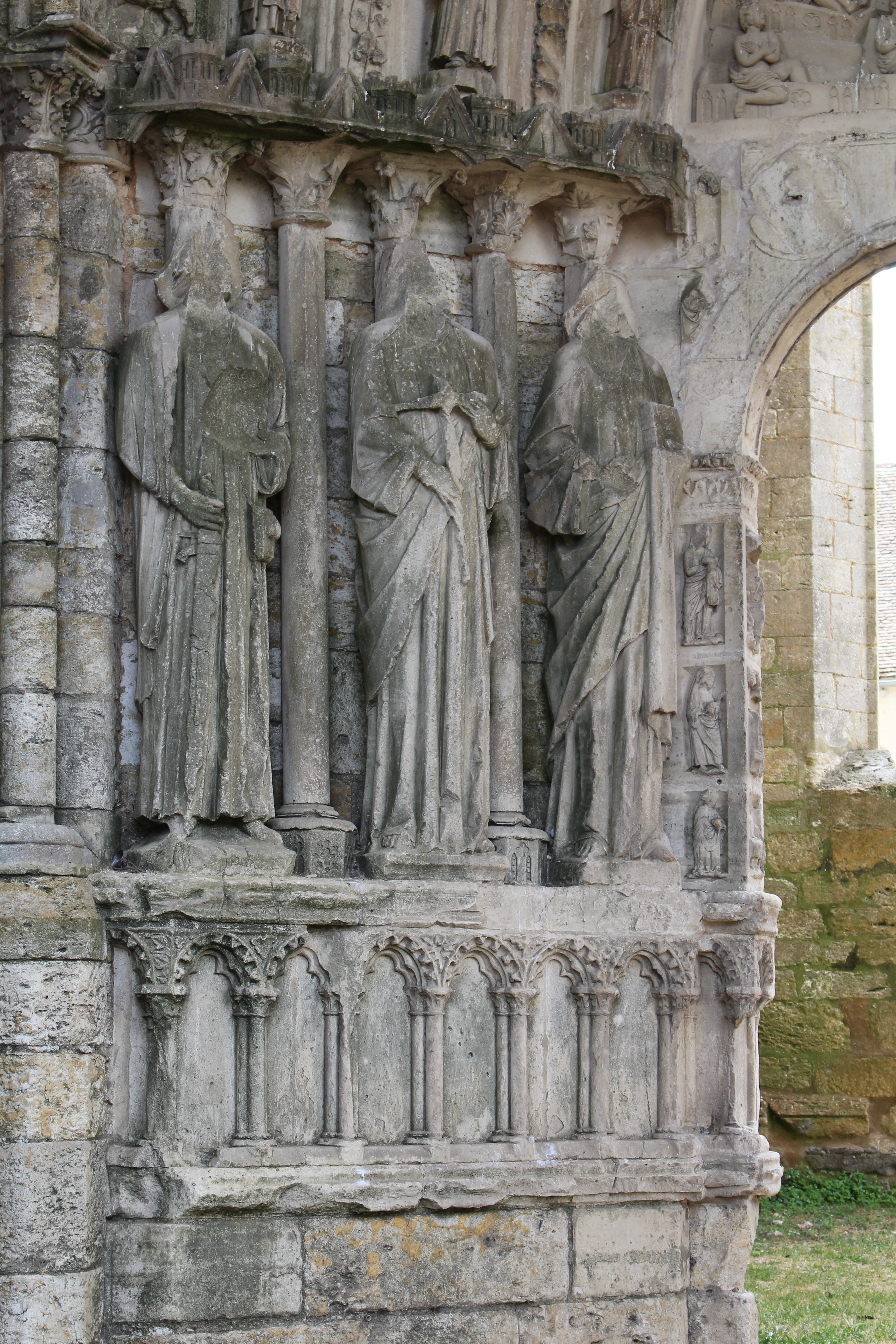
Статуи портала
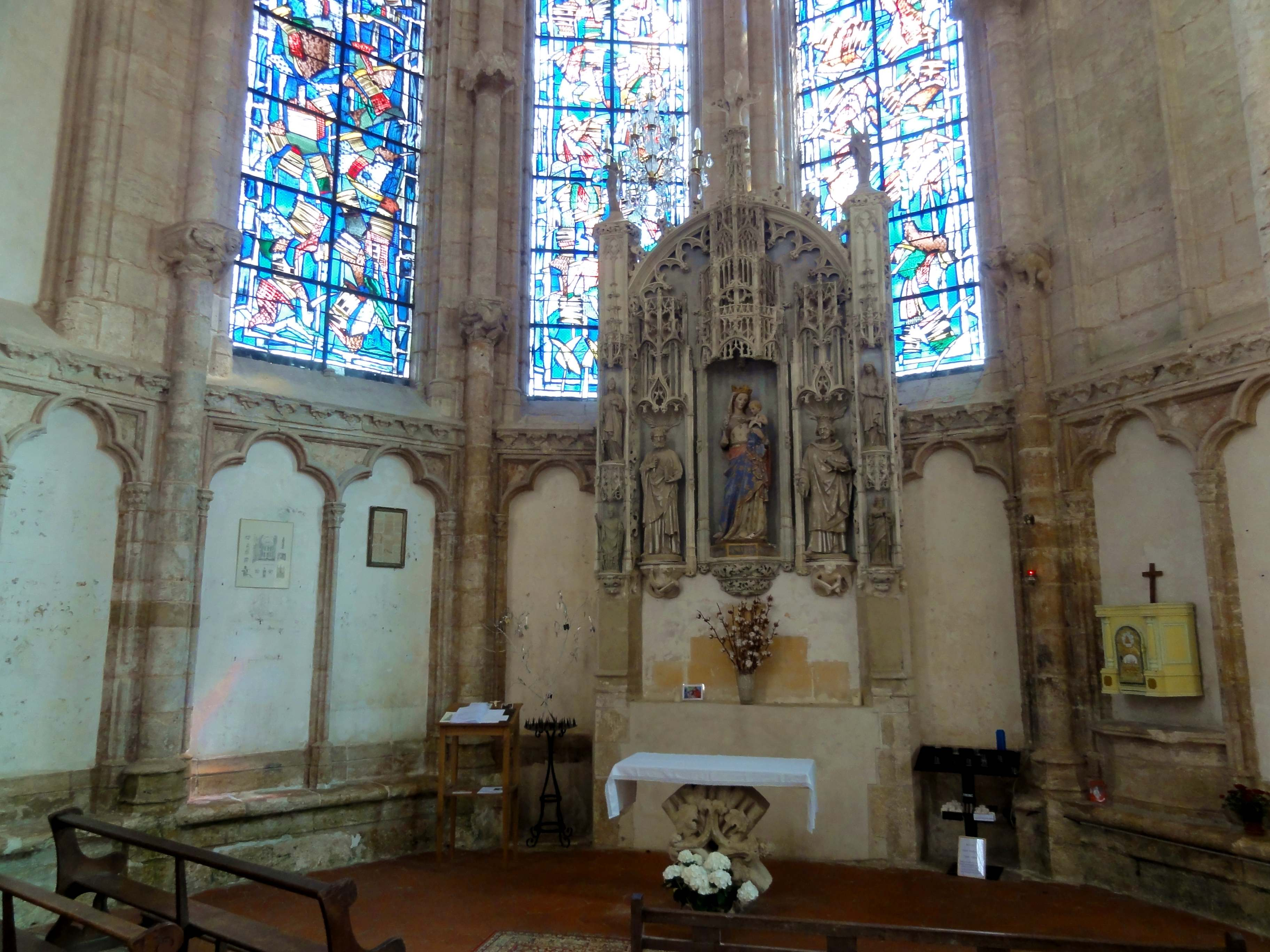
Капелла Девы Марии
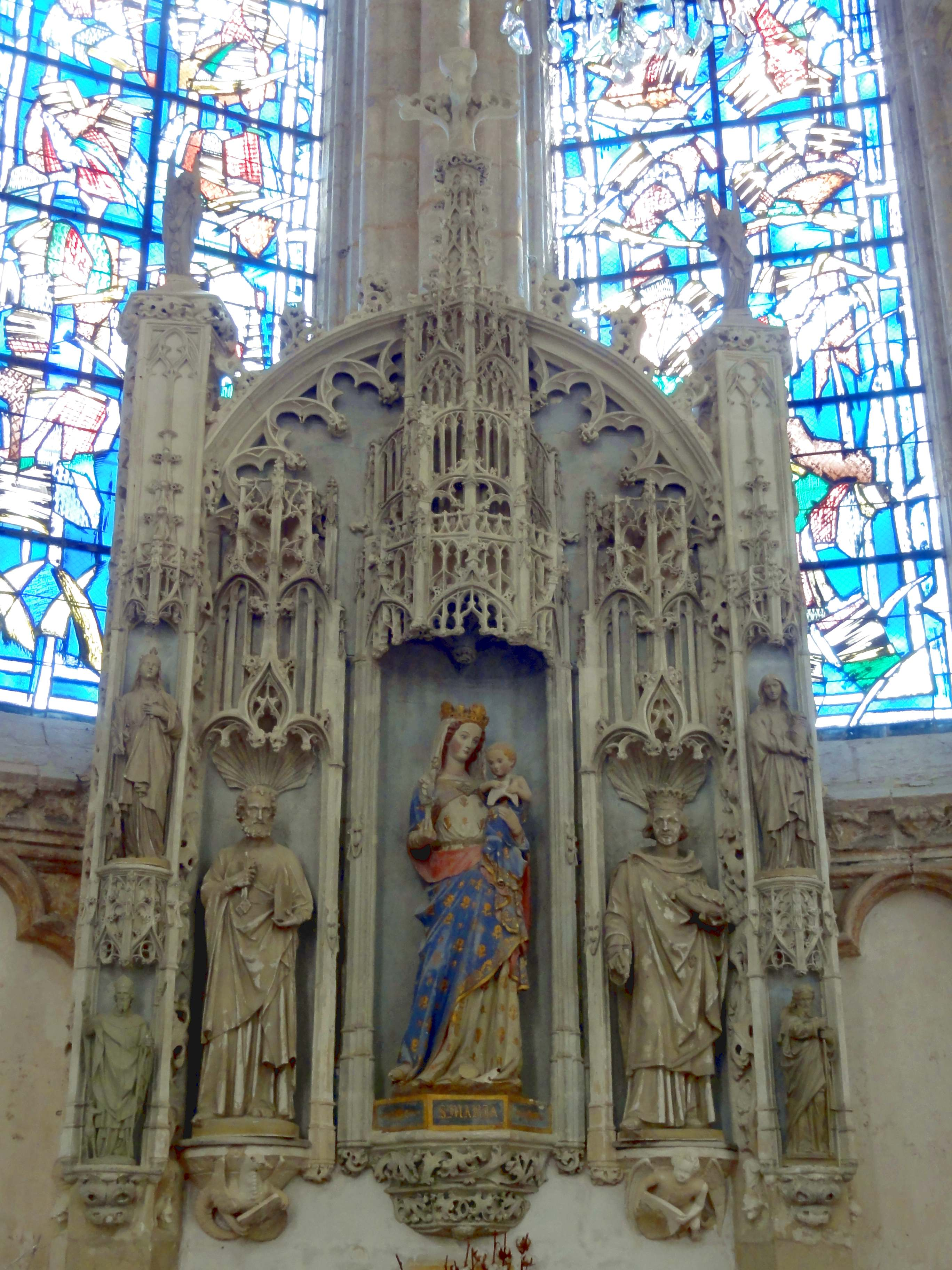
Ретабло капеллы. XVI в.
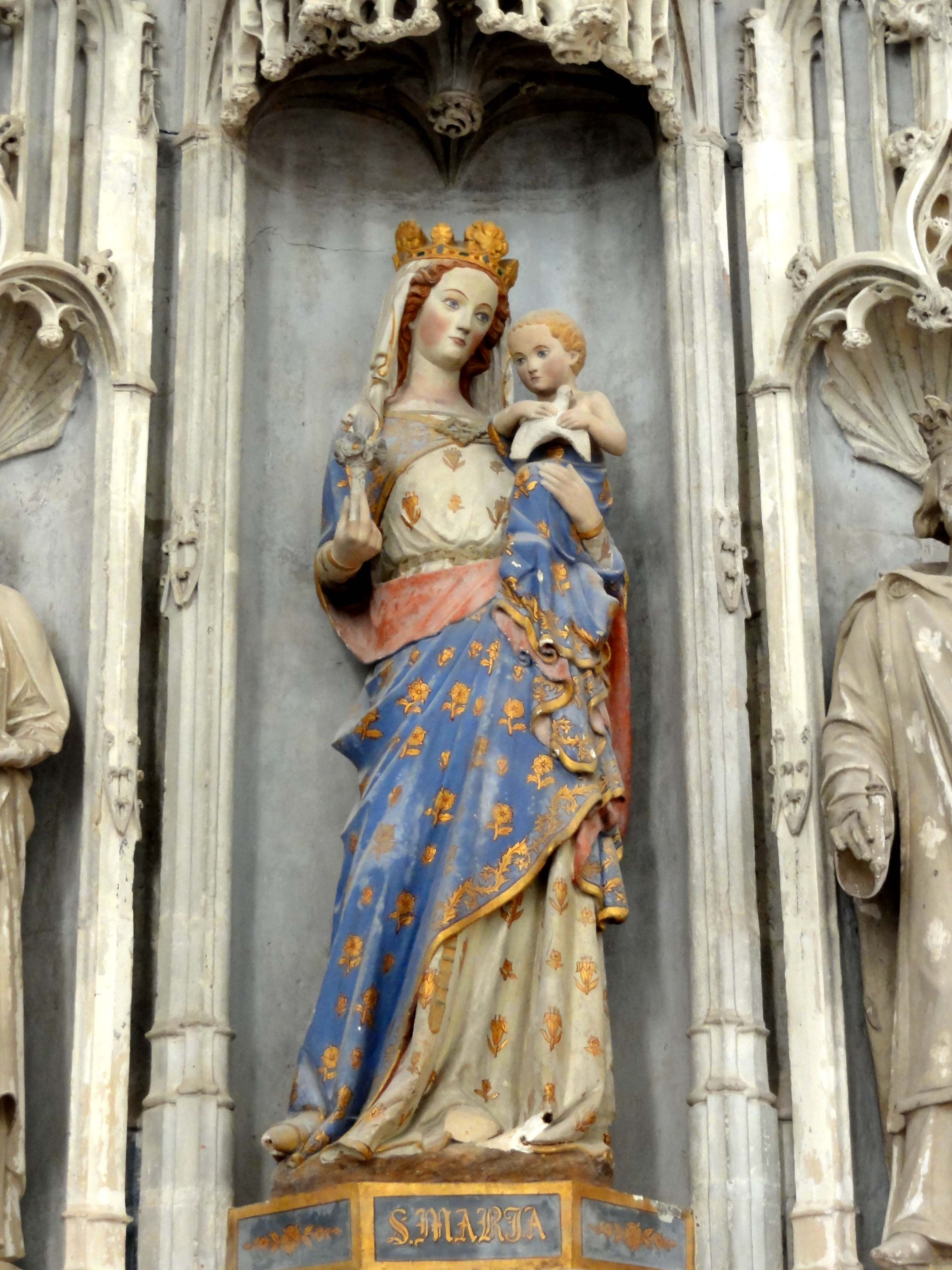
Статуя Девы Марии
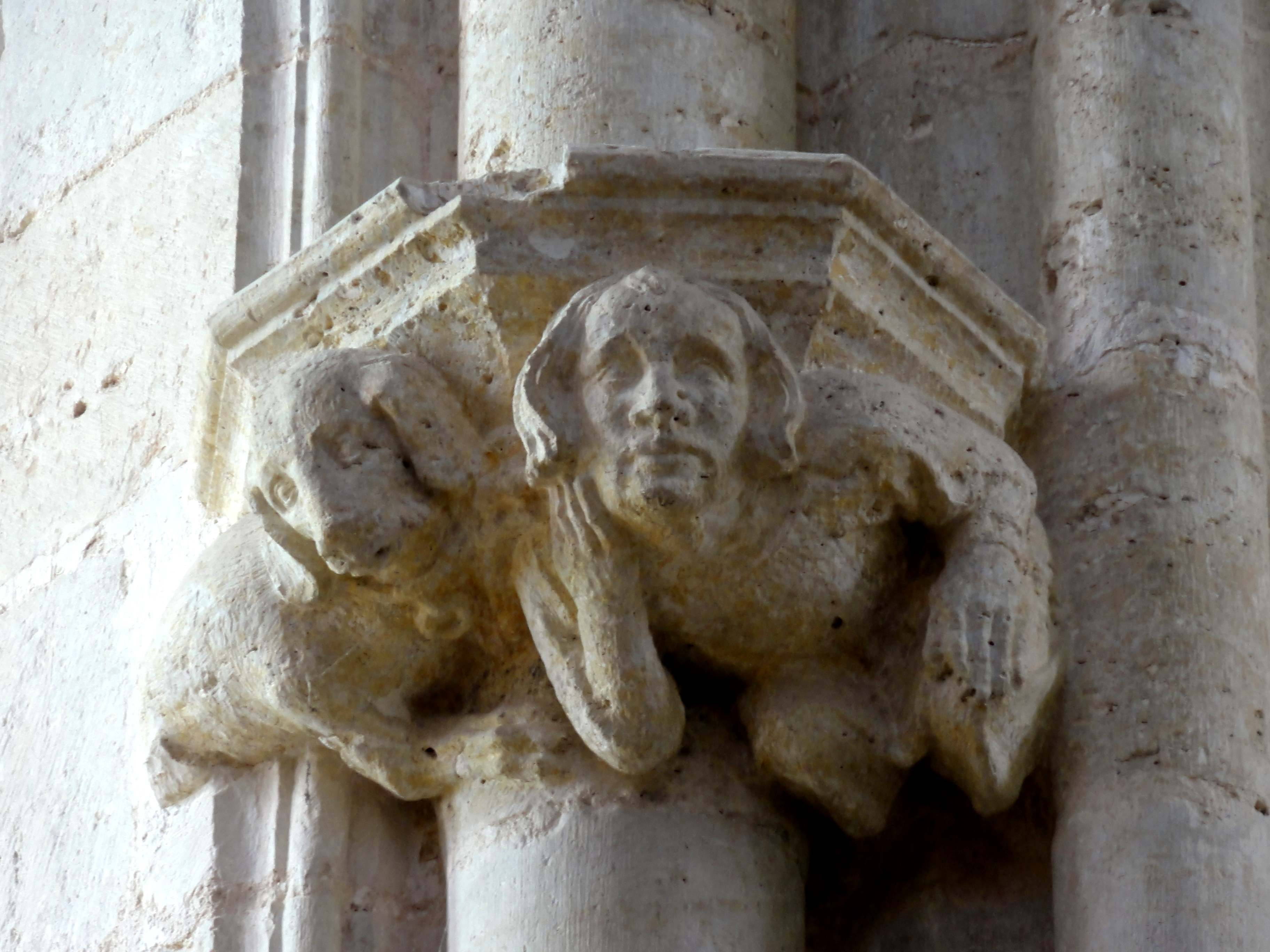
Капитель капеллы